# Níkos Panayotópoulos
Níkos Panayotópoulos (grec moderne : Νίκος Παναγιωτόπουλος), né à Mytilène le 6 novembre 1941 et mort le 12 janvier 2016 à Athènes d'une crise cardiaque, était un scénariste et réalisateur grec.

## Biographie
Níkos Panayotópoulos fit ses études de cinéma à Paris où il vécut de 1960 à 1973. Il ne revint en Grèce qu'à la chute de la dictature des colonels.
Níkos Panayotópoulos fut d'abord directeur de la photographie pour les plus grands réalisateurs grecs : Ado Kyrou, Pantelís Voúlgaris, Níkos Perákis ou Aléxis Damianós.
Il commença par réaliser des publicités.

## Filmographie

### Scénariste
- 1974 : Les Couleurs de l'iris (Ta Chromata tis iridos)
- 1978 : Les Fainéants de la vallée fertile (Oi Tembelides tis eforis koiladas)
- 1980 : Melodrama?
- 1985 : Varieté
- 1987 : I Gynaika pou evlepe ta oneira
- 1993 : Je rêve de mes amis (Oneirevomai tous filous mou)
- 1996 : Apontes
- 1997 : O Ergenis
- 1998 : O Adelfos mou kai Ego
- 1999 : Afti i nihta meni
- 2001 : Beautiful People
- 2002 : Je suis las de tuer tes amants (Kourastika na skotono tous agapitikous sou)
- 2003 : Le Roi (O Vasilias) de Nikos Grammatikos
- 2004 : Delivery
- 2005 : Agrypnia
- 2006 : Pethainontas stin Athina
- 2007 : Ores koinis isixias

### Réalisateur
- 1974 : Les Couleurs de l'iris (Ta Chromata tis iridos)
- 1978 : Les Fainéants de la vallée fertile (Oi Tembelides tis eforis koiladas)
- 1979 : Taxidi tou melitos
- 1980 : Melodrama ?
- 1981 : Les Gens d'en face (I apenanti)
- 1985 : Varieté
- 1987 : I Gynaika pou evlepe ta oneira
- 1993 : Je rêve de mes amis (Oneirevomai tous filous mou)
- 1997 : O Ergenis
- 1999 : Afti i nihta meni
- 2001 : Beautiful People
- 2002 : Je suis las de tuer tes amants (Kourastika na skotono tous agapitikous sou)
- 2004 : Devery
- 2006 : Pethainontas stin Athina
- 2010 : Les Arbres fruitiers d'Athènes.
- 2015 : La Fille de Rembrandt